# Groupement des campeurs universitaires
Pour les articles homonymes, voir GCU.
Le Groupement des campeurs universitaires (GCU) est une association fondée sur un projet collectif qui propose une offre de séjour sur près de 90 campings répartis sur le territoire français.

## Histoire
Le GCU a été créé en 1937 durant l'essor des congés payés dans la lignée du Front populaire, par des membres de la Mutuelle d'assurance automobile des instituteurs de France (devenue la MAIF).
L'accès aux campings a longtemps été réservé aux membres et anciens membre de l'Éducation nationale ainsi qu'à leur famille, mais une modification du règlement intérieur du GCU permet depuis 2015 l'ouverture des campings à tous ceux qui se retrouvent pleinement dans une conception de vacances authentiques et conviviales, ceux pour qui la simplicité et le contact avec la nature peuvent être source de joie et de bonheur.

## Description

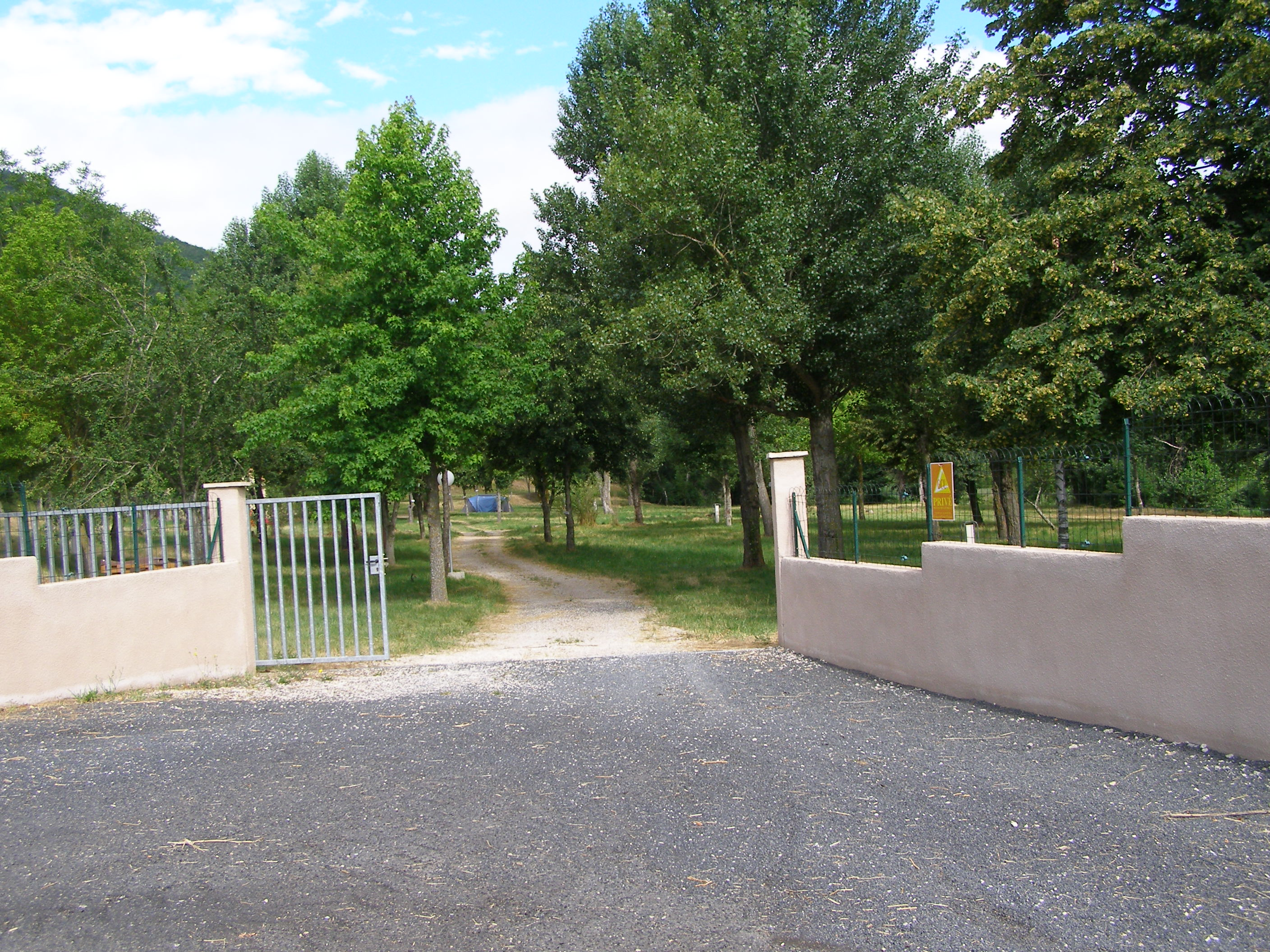
Entrée d'un camping GCU (Nant)

Depuis sa création, son fonctionnement unique est basé sur la participation de tous ses adhérents, un modèle participatif. Les prix de location des terrains sont traditionnellement moins élevés que dans les campings classiques, mais les adhérents doivent eux-mêmes effectuer les tâches quotidiennes. Il est généralement entendu que chaque campeur doit donner durant son séjour quelques heures d'accueil, de ménage, ou de jardinage. Pendant la période d'ouverture, un conseil de campeurs, constitués de personnes volontaires, gère à la semaine la vie de chaque camping.